# Santa Cruz del Norte
Pour les articles homonymes, voir Santa Cruz.
Santa Cruz del Norte est une ville et une municipalité de Cuba dans la province de Mayabeque.

## Géographie

### Situation
Santa Cruz del Norte se trouve dans la partie occidentale de l'île de Cuba, au nord de la province de Mayabeque, à 52 km est de La Havane et 40 km nord-est de sa capitale de province San José de las Lajas.

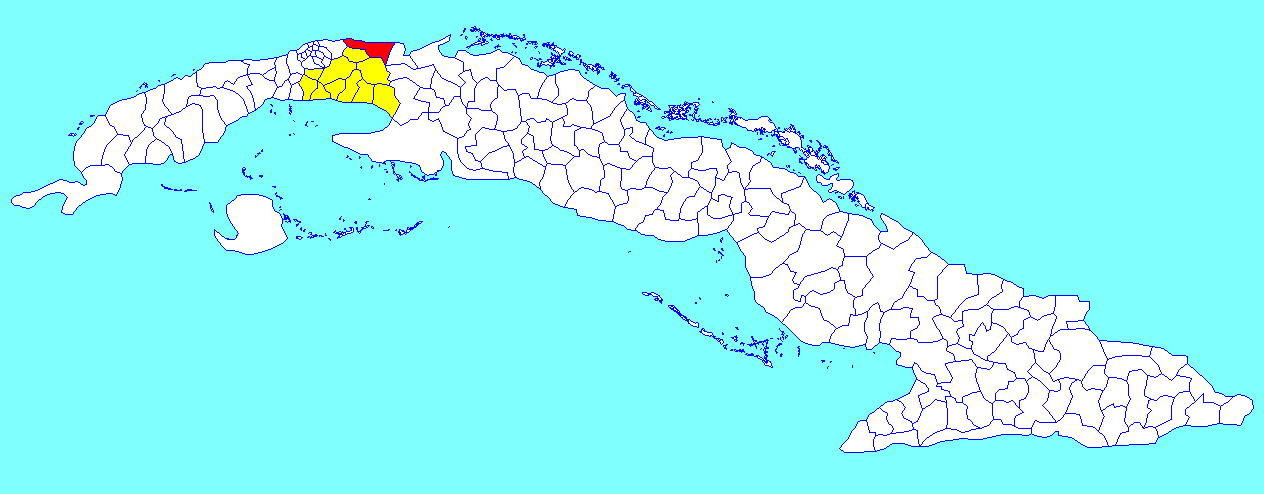
Municipalité de Santa Cruz del Norte dans la province de Mayabeque

### Divisions administratives
Il y a six consejos populares :
- Bacunayagua (en)
- Boca de Jaruco
- Camilo Cienfuegos (en)
- Canasí (voir Arcos de Canasí (es))
- Jibacoa
- Santa Cruz del Norte (chef-lieu)

## Population
En 2022 la population de la municipalité est estimée à 34 907 habitants. Pour une surface de 380,3 km2, la densité est de 91,78 habitants/km².